# Björnbergstjärnen (Bodums socken, Ångermanland)
Björnbergstjärnen är en sjö i Strömsunds kommun i Ångermanland och ingår i Ångermanälvens huvudavrinningsområde.